# Nadie sabe lo que vendrá
«Nadie sabe lo que vendrá» es el primer sencillo del disco Un día nuevo. Compuesta por Antonio Jáuregui. Salim Vera declaró a este tema como una balada rock.

## Vídeo
Este vídeo cuenta con una escenografía muy elaborada en la que el grupo aparece vestido de una manera muy elegante y un look bastante distinto al que ellos tenían acostumbrado a sus fanes. La dirección del vídeo estuvo a cargo de Alfonso de Lázzari.

## Posiciones en rankings
| Año  | Ranking                    | Ubicación |
| ---- | -------------------------- | --------- |
| 2009 | Los 100 + pedidos del 2009 | 13        |

- Datos: Q2841563